# Hoverberggrotte

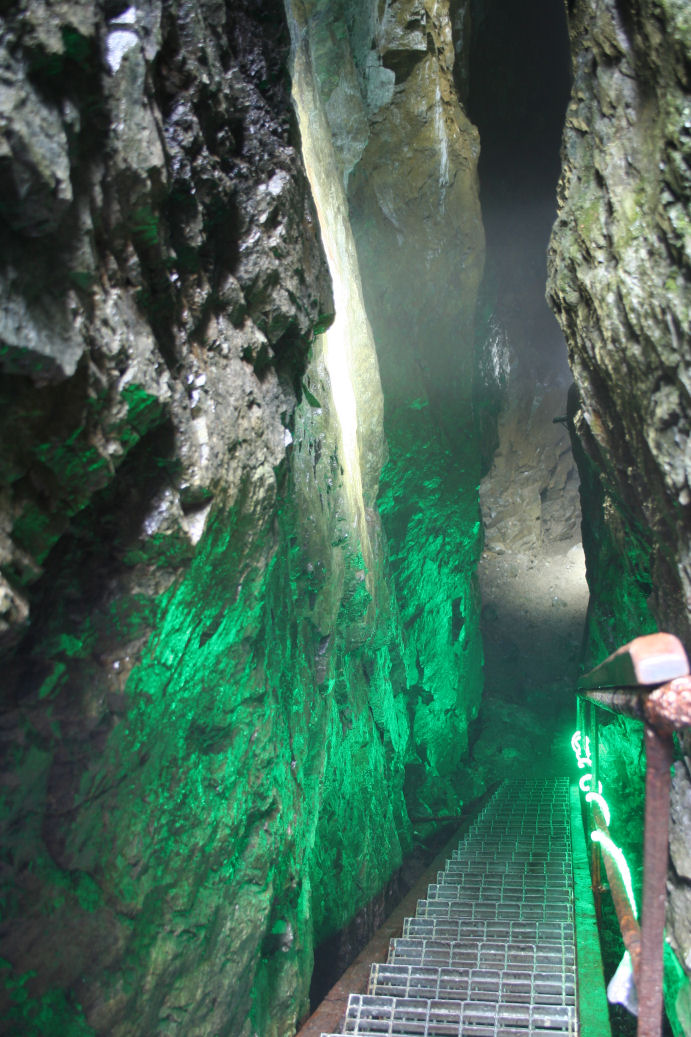
Eingang zur Hoverbergsgrottan

Die Hoverberggrotte (schwed. Hoverbergsgrottan) befindet sich nahe Svenstavik in Jämtland am südlichen Teil des Sees Storsjön in Schweden. Sie wurde 1897 von Jöns Väst im Hoverberg entdeckt.
Der Eingang ist keilförmig und kann über eine Stahltreppe betreten werden, die etwa 12 Meter in eine Art Vorraum hinabführt. Von dort gelangt man mittels einer weiteren Treppe einen steilen Abgang hinunter in das Innere. Man betritt einen Hohlraum, der 20 bis 30 Meter hoch ist. Insgesamt soll die Höhle eine Länge von 170 Metern haben. Teile der Grotte wurden Anfang 2010 mit grünem und rotem Licht illuminiert.